# Taharqo
Nefertumjura Taharqo, rey de la dinastía XXV de Egipto, o Kushita, cuyo reinado se data aproximadamente entre el 690 a. C. y el 664 a. C. Pertenece al Tercer periodo intermedio de Egipto.
Manetón lo denominó Tarcos, comentando que reinó 18 años (Julio Africano). Eusebio de Cesarea lo llama Taracos (según Jorge Sincelo) o Saraco (versión armenia) asignándole veinte años de reinado.

## Biografía
Taharqo era hermano de Shabitko, el rey precedente, e hijo de Piye, rey nubio de Napata que conquistó Egipto.
Fue durante su reinado cuando sus enemigos, gobernantes de Asiria, invadieron Egipto. Asarhaddón dirigió varias campañas contra Taharqo, que registró en varios monumentos. Su primer ataque, en 677 a. C., se organizó para apaciguar a las tribus árabes próximas al mar Muerto. Asarhaddón invadió Egipto en el año decimoséptimo del reinado de Taharqo, después que hubo atajado una rebelión en Ascalón.
Taharqo derrotó a los asirios en aquella ocasión, pero tres años después (671 a. C.) el rey asirio tomó y saqueó Menfis, capturando a numerosos a miembros de la familia real. Taharqo huyó al sur, y Asarhaddón reorganizó la política en el norte, estableciendo a Necao I, de la dinastía vigésimo sexta, como rey en Sais.
Sin embargo, después de salir del país el rey de Asiria, Taharqo reorganizó el Bajo Egipto, alentando numerosas rebeliones. Asarhaddón murió antes de poder volver a Egipto, siendo su heredero Asurbanipal quien invadió una vez más Egipto. Asurbanipal derrotó a Taharqo, quien huyó  a Tebas. Taharqo murió en Tebas. después de 26 años de reinado. Designó Shabako, como sucesor, a su hijo Tanutamani. Fue enterrado en El Kurru.
Los eruditos lo han identificado con Tirhaka, rey de Kush que emprendió la guerra contra Senaquerib durante el reinado de Ezequías de Judá (ver: 2Reyes 19:9 Isaías). Los acontecimientos bíblicos se calcula que sucedieron en 701 a. C., y aunque Taharqo subió al trono unos diez años más tarde, se han propuesto varias explicaciones: la más probable es que el título de rey, en el texto bíblico, se refiere a su futuro título real, siendo sólo un comandante militar en tiempos de este relato.

## Testimonios de su época
Taharqo ordenó reedificar el templo de Kawa, junto a la actual Dongola, que llegó a ser la sede principal de los reyes de Kush. También mandó construir en otros lugares de Kush, y realizar trabajos de restauración en el templo de Karnak.
- Columnata monumental en el templo de Amón, en Karnak
- Varios monumentos en Tebas (Arnold 1999:51)
- La puerta de la Heb Sed en el templo de Edfu (Arnold)
- Varias ampliaciones en pequeños templos de Buhen y Tanis (Arnold)
- Nuevos edificios en los templos de Nubia: Tabo, Kawa y Sanam (Arnold)
- Inscripciones en el templo de Faras (Nubia) (Karkowski 1981:341-346)
- Varios grupos escultóricos en diversos metales (Museo del Louvre)
- Ushebtis encontrados en Nuri, una pesa UC13169, y objeto UC13167 (Museo Petrie)

### Testimonios gráficos de su época
|  |  |  |  |

## Titulatura
| Titulatura | Jeroglífico | Transliteración (transcripción) - traducción - (referencias) |

| G5 |

| G5 |

| N29 | N28 | G43 |

| N29 | N28 | G43 |

| N29 | N28 | G43 |

| N29 | N28 | G43 |

| G5 |

| G5 |

| N29 | N28 | G43 |

| N29 | N28 | G43 |

| N29 | N28 | G43 |

| N29 | N28 | G43 |

| G16 |

| G16 |

| N29 | N28 | G43 |

| N29 | N28 | G43 |

| G16 |

| G16 |

| N29 | N28 | G43 |

| N29 | N28 | G43 |

| G8 |

| G8 |

| Aa1 | G43 | N17 · N17 |

| Aa1 | G43 | N17 · N17 |

| G8 |

| G8 |

| Aa1 | G43 | N17 · N17 |

| Aa1 | G43 | N17 · N17 |

| N5 | t · U15 | F35 | Aa1 | G43 |

| N5 | t · U15 | F35 | Aa1 | G43 |

| N5 | t · U15 | F35 | Aa1 | G43 |

| N5 | t · U15 | F35 | Aa1 | G43 |

| N5 | t · U15 | F35 | Aa1 | G43 |

| N5 | t · U15 | F35 | Aa1 | G43 |

| N5 | t · U15 | F35 | Aa1 | G43 |

| N5 | t · U15 | F35 | Aa1 | G43 |

| N5 | t · U15 | F35 | Aa1 | G43 |

| N5 | t · U15 | F35 | Aa1 | G43 |

| N5 | t · U15 | F35 | Aa1 | G43 |

| N5 | t · U15 | F35 | Aa1 | G43 |

| N5 | t · U15 | F35 | Aa1 | G43 |

| N5 | t · U15 | F35 | Aa1 | G43 |

| N5 | t · U15 | F35 | Aa1 | G43 |

| N5 | t · U15 | F35 | Aa1 | G43 |

| N17 · O4 | E23 · N29 |

| N17 · O4 | E23 · N29 |

| N17 · O4 | E23 · N29 |

| N17 · O4 | E23 · N29 |

| N17 · O4 | E23 · N29 |

| N17 · O4 | E23 · N29 |

| N17 · O4 | E23 · N29 |

| N17 · O4 | E23 · N29 |

| N17 · O4 | E23 · N29 |

| N17 · O4 | E23 · N29 |

| N17 · O4 | E23 · N29 |

| N17 · O4 | E23 · N29 |

| N17 · O4 | E23 · N29 |

| N17 · O4 | E23 · N29 |

| N17 · O4 | E23 · N29 |

| N17 · O4 | E23 · N29 |

| N17 · O4 | G1 | r · N29 | G1 |

| N17 · O4 | G1 | r · N29 | G1 |

| N17 · O4 | G1 | r · N29 | G1 |

| N17 · O4 | G1 | r · N29 | G1 |

| N17 · O4 | G1 | r · N29 | G1 |

| N17 · O4 | G1 | r · N29 | G1 |

| N17 · O4 | G1 | r · N29 | G1 |

| N17 · O4 | G1 | r · N29 | G1 |

| N17 · O4 | G1 | r · N29 | G1 |

| N17 · O4 | G1 | r · N29 | G1 |

| N17 · O4 | G1 | r · N29 | G1 |

| N17 · O4 | G1 | r · N29 | G1 |

| N17 · O4 | G1 | r · N29 | G1 |

| N17 · O4 | G1 | r · N29 | G1 |

| N17 · O4 | G1 | r · N29 | G1 |

| N17 · O4 | G1 | r · N29 | G1 |